# Martwy policjant
Martwy policjant (tytuł oryg. Officer Down) − amerykański film fabularny z 2013 roku, napisany przez Johna Chase'a oraz wyreżyserowany przez Briana A Millera. W rolach głównych wystąpili Stephen Dorff, Dominic Purcell i James Woods. W Polsce film miał swoją premierę telewizyjną w lutym 2014; jego emisji podjęła się stacja Canal Plus.

## Obsada
- Stephen Dorff − detektyw David "Cal" Callahan
- Dominic Purcell − Royce Walker
- David Boreanaz − detektyw Les Scanlon
- AnnaLynne McCord − Zhanna Dronov
- Soulja Boy Tell 'Em − Rudy
- Stephen Lang − porucznik Jake "Lieu" LaRussa
- James Woods − kapitan Verona
- Johnny Messner − McAlister
- Walton Goggins − detektyw Logue
- Elisabeth Röhm − Alexandra Callahan
- Tommy Flanagan − Ojciec Reddy
- Oleg Taktarow − Oleg Emelyanenko
- Kamaliya − Katya